# Antigues Escoles Miquel Granell
Les Antigues Escoles Miquel Granell és una obra del municipi d'Amposta inclosa en l'Inventari del Patrimoni Arquitectònic de Catalunya.

## Descripció
Edifici civil de planta rectangular, amb dos edificis interiors de planta rectangular. El recinte ocupa tota una illa, de la mida de la meitat de la plaça (l'altra meitat és el jardí) i és tancat per una tàpia d'alçada variable, ja que el solar es troba en pendent. Fa uns 2,3-3 m, no té obertures laterals i presenta una porta amb reixat a la part del darrere i tot un reixat al llarg de la façana principal, amb dues portes d'accés (una per edifici) i uns pilars a les cantonades. A la part del darrere existeix un gran pati rectangular. Els dos edificis estan situats a la part de davant del recinte, i ocupen en extensió d'una mica més de la meitat d'aquell. Els edificis són d'una sola planta molt alta. El de la dreta té la coberta a dues aigües lleugerament inclinada i el de l'esquerra combina la teulada a dues aigües i la coberta plana. Els dos edificis estan connectats per la part de darrere per un cos longitudinal, mentre que per la part davantera es relacionen per la gran porta exempta que té un gran arc rematat per l'escut esculpit de la ciutat i figures reclinades a cada banda. L'organització de les façanes és bàsicament la mateixa, i té els mateixos elements, excepte una part del darrere del de l'esquerra: finestres d'arc rebaixat i ornamentat, franja horitzontal amb esgrafiat i òculs ornamentats, cornisa i barana d'obra. Actualment és la seu del Museu del Montsià.

## Història
Escoles construïdes per l'empenta del batlle Sr. Joan Palau i Miralles, i del Sr. Miquel Granell, director del col·legi Nacional de sordmuts. Iniciades les obres l'any 1911, foren inaugurades el 8 de desembre de 1912. Els pressupost fou finançat per l'Ajuntament d'Amposta, l'Estat, i per la Companyia del Canal que, a més, va ser qui va donar els terrenys.
Actualment l'edifici de les Escoles és seu del Museu de les Terres de l'Ebre, amb diverses sales d'exposicions fixes, relacionades amb la història, natura i activitat econòmica del territori, i un espai on s'ubiquen exposicions temporals de diferent tipus. Annex al museu, a l'espai que ocupava el pati de les antigues Escoles, hi ha el centre d'art Lo Pati.